# Józef Hendricks
Józef Armin Hendricks (ur. 13 marca 1896 Świątnikach Małych, zm. 26 kwietnia 1969 w Ziębicach) – major pilot lotnictwa Wojska Polskiego i Polskich Sił Powietrznych na Zachodzie, kawaler Orderu Virtuti Militari.
Przyszedł na świat w polsko-niemieckiej rodzinie Wilhelma Hendricksa i Marii Marty z Kabacińskich. Po ukończeniu gimnazjum studiował cztery semestry na politechnikach we Wrocławiu, Hanowerze i Wismarze.

## I wojna światowa
Powołany 1 września 1914 do armii niemieckiej, skierowany do Infanterie-Regiment Nr. 9 w Gdańsku. Po szkole oficerskiej (od 15 października 1915 do 13 marca 1916) odkomenderowany do Infanterie-Regiment Nr. 140, w którym służył (piechota) na froncie zachodnim we Francji. W 1917 mianowany ppor. Dowódca kompanii w tej jednostce od 21 lutego 1917. Oddelegowany na kurs obserwatorów lotniczych w Armee-Flugpark Nr 1 w czerwcu 1917. Następnie skierowany na front. Ponownie w szkołach lotniczych: od 26 sierpnia 1917 we Flieger-Ersatz-Abteilung Nr 11 we Wrocławiu i w Brzegu, a od 22 kwietnia 1918 do 23 grudnia 1918 w Scheinwerferschule Hannover-Buchholz.

## Wojsko wielkopolskie
Do wojska wielkopolskiego wstąpił ochotniczo 8 kwietnia 1919. Włączony do personelu latającego 3. wielkopolskiej eskadry lotniczej Polnej na lotnisku Ławica. Od 5 maja 1919 – ppor., a od 3 czerwca 1919 porucznik wojsk lotniczych. Walczył w składzie tej eskadry w okolicach Lwowa na froncie wojny polsko-ukraińskiej (od czerwca do sierpnia 1919). Z dniem 15 września 1919 dowódca kompanii w Szkole Lotniczej na Ławicy, pełnił też inne funkcje specjalistyczne: oficer sądowy, członek komisji oceny stanu technicznego samolotów na Ławicy.

## Wojna polsko-bolszewicka

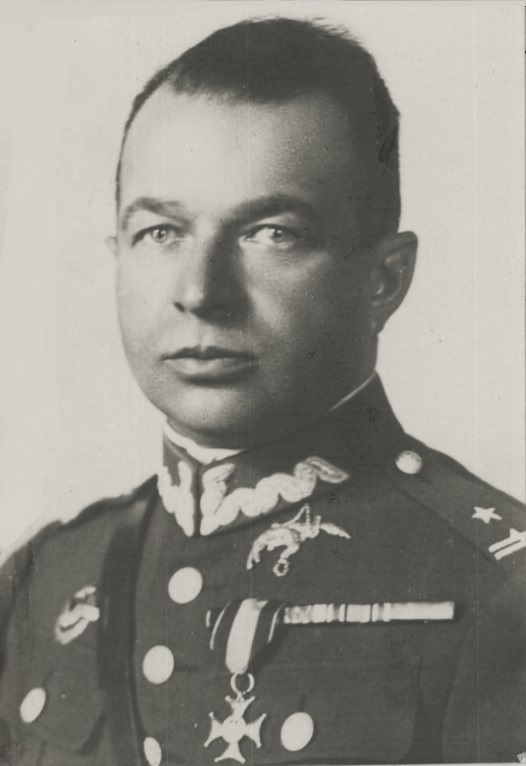
Józef Hendricks, mjr pilot, kawaler Orderu Virtuti Militari

Od 14 lutego 1920 przeniesiony do stacjonującej w Bydgoszczy 4. wielkopolskiej eskadry bojowej (od lipca 1920 przemianowanej na 15. eskadrę myśliwską).
W okresie 16–31 maja 1920 odbył szesnaście misji bojowych podczas polskiej ofensywy przeciw bolszewikom na Ukrainie. Z lotniska Wapniarka na Podolu na Albatrosie B.II załogowe loty wywiadowcze i skuteczne ataki bombowe na cele naziemne: rozbicie pod silnym ostrzałem nieprzyjaciela sowieckich transportów kolejowych na stacji w Rudnicy (19 maja 1920), zdobycie pociągów pancernych Bela Kun i Krasnyj Kristianiec (27 maja 1920) i rozbicie pancerki na stacji Malowannaja (29 maja 1920). Pomimo silnego ostrzału mistrzowski pilotaż umożliwił wykonanie celnych ataków bombowych.
Trzykrotnie trafiony przez nieprzyjaciela 1 czerwca 1920 w czasie lotu wywiadowczego (Albatros B.II 1677/17) zbombardował oddziały kawalerii Budionnego i tabory w Czarnominie, Rudnicy i Horodyszczach. W czerwcu 1920 walczył na jednomiejscowym samolocie myśliwskim Fokker D.VII. W lipcu i sierpniu 1920 (start z lotniska Lewandówka pod Lwowem) wspierał VI Armię Frontu Południowego w walkach z 1 Armią Konną Budionnego, 14 sierpnia 1920 wraz z por. Dziembowskim i ppor. pil. Edwardem Lewandowskim, szturmował piechotę bolszewicką w rejonie wsi Chołojów. W walkach o Lwów 15 sierpnia 1920 jego Fokker D.VII (503/18) ostrzelany przez kawalerię sowiecką lądował przymusowo pomiędzy liniami wojsk polskich i bolszewickich. Cudem uniknął śmierci, przedostał się do pododdziałów 12. pułku piechoty. Doprowadził do nocnego zdemontowania samolotu, wycięcia z kadłuba pamiątkowego godła (laleczka Bi-Ba-Bo), zabrania najcenniejszych części i spalenia reszty maszyny.
Kolejne cztery loty szturmowe wykonał 18 sierpnia 1920. Uczestniczył w walkach powietrznych do października 1920. Za wybitnie zasługi w obronie Lwowa (17–20 sierpnia 1920) otrzymał Krzyż Srebrny Orderu Virtuti Militari. Udekorowany czterokrotnie Krzyżem Walecznych za czyny bojowe i dwukrotnie wymieniony w rozkazach pochwalnych dowódcy 6 Armii.

## Czas pokoju
W 3 pułku lotniczym w Poznaniu pełnił służbę od 29 sierpnia (20 lipca) 1921 do 5 stycznia 1929. Awansowany: w 1922 (kpt.) i w 1924 (mjr). W styczniu 1925 został przydzielony do Departamentu IV Żeglugi Powietrznej Ministerstwa Spraw Wojskowych w Warszawie na stanowisko kierownika referatu. Z dniem 10 marca 1925 został przydzielony do 3 pułku lotniczego na stanowisko dowódcy III dywizjonu myśliwskiego. Następnie pełnił służbę w Oddziale I Sztabu Generalnego.
Uczestnik pierwszych w Polsce zawodów samolotowych pod nazwą „Krajowy Lot Okrężny o Puchar Ministra Spraw Wojskowych” (16–17 września 1922).
Ożenił się 14 października 1922 w Warszawie z Janiną Mańczak, z którą rozwiódł się 20 sierpnia 1928 (małżeństwo pozostało bezdzietne).
W lipcu 1929 został przeniesiony do 1 pułku lotniczego w Warszawie na stanowisko dowódcy dywizjonu szkolnego. W marcu 1931 został zwolniony ze stanowiska dowódcy dywizjonu szkolnego z równoczesnym pozostawieniem w dyspozycji dowódcy pułku. Z dniem 31 sierpnia tego roku został przeniesiony w stan spoczynku.
Na emeryturze mieszkał w majątku w Nowej Wsi, który nabył na raty przed 1926 (tzw. resztówka po parcelacji rydzyńskiej Fundacji Sułkowskich o powierzchni 197 ha). Przetłumaczył Wojnę powietrzną Hansa von Adama, wydaną w 1933 przez Wojskowy Instytut Naukowo-Wydawniczy.

## II wojna światowa
Zmobilizowany 24 sierpnia 1939 do 3. pułku lotniczego w Poznaniu. W kampanii wrześniowej dowódca Oddziału Portowego w składzie Bazy Lotniczej nr 3. 18 września 1939, po inwazji sowieckiej, przekroczył granicę z Rumunią. Internowany, 1 października 1939 uciekł z obozu i przedostał się do Francji, a stamtąd do Wielkiej Brytanii. W marcu 1942, w stopniu majora, został przyjęty do Polskich Sił Powietrznych (numer służbowy RAF P-0431) i wyznaczony na stanowisko komendanta Stacji Lotniczej Hucknall. W latach 1943–1946 pełnił służbę w Inspektoracie ds. Zarządu Wojskowego.

## Polska
Wrócił do kraju w 1946. Zamieszkał w dworku w Nowej Wsi (z dawnego majątku pozostały 42 ha). Pełen rezerwy wobec narzuconego po II wojnie światowej porządku społeczno-politycznego, był autorytetem dla rolników przeciwnych kolektywizacji. Inwigilowany i obserwowany. Aresztowany w sierpniu 1949 przez Urząd Bezpieczeństwa. Wyrokiem Wojskowego Sądu Rejonowego w Warszawie z czerwca 1951 skazany na sześć lat więzienia oraz przepadek całego mienia (złagodzonym na mocy amnestii do lat trzech). Przebywał w najcięższych więzieniach (Mokotów, Rawicz, Obóz Pracy w Strzelcach Opolskich – praca w kamieniołomach).
Po zwolnieniu w 1953 mieszkał wraz z drugą żoną Martą w Stęszewie, w Krosnowicach (gdzie był ogrodnikiem) oraz w Ziębicach.
Zmarł w Ziębicach 26 kwietnia 1969. Pochowany na cmentarzu komunalnym w Ziębicach, ekshumowany w 1969 i przeniesiony do grobu rodzinnego na Cmentarzu Junikowo w Poznaniu.

## Ordery i odznaczenia
- Krzyż Srebrny Orderu Wojskowego Virtuti Militari nr 196[1] – 8 kwietnia 1921[21][22]
- Krzyż Walecznych czterokrotnie – 1921[23][24][25]
- Polowa Odznaka Pilota nr 18 – 11 listopada 1928 „za loty bojowe nad nieprzyjacielem czasie wojny 1918-1920”[26]